# Stiefel-Whitney-Klassen
In der Mathematik, genauer in der algebraischen Topologie und in der Differentialgeometrie und -topologie, sind Stiefel-Whitney-Klassen ein spezieller Typ charakteristischer Klassen, die reellen Vektorbündeln zugeordnet werden. Sie sind nach Eduard Stiefel und Hassler Whitney benannt.

## Grundidee und Motivation
Stiefel-Whitney-Klassen sind charakteristische Klassen. Sie sind topologische Invarianten von Vektorbündeln über glatten Mannigfaltigkeiten. Zwei isomorphe Vektorbündel haben dieselben Stiefel-Whitney-Klassen. Die Stiefel-Whitney-Klassen liefern also eine Möglichkeit zu verifizieren, dass zwei Vektorbündel über einer glatten Mannigfaltigkeiten verschieden sind. Jedoch kann mit ihrer Hilfe nicht entschieden werden, ob zwei Vektorbündel isomorph sind, da nicht-isomorphe Vektorbündel dieselben Stiefel-Whitney-Klassen haben können.
In der Topologie, der Differentialgeometrie und der algebraischen Geometrie ist es oft wichtig, die maximale Anzahl
linear unabhängiger Schnitte eines Vektorbündels zu bestimmen. Die Stiefel-Whitney-Klassen liefern Hindernisse für die Existenz solcher Schnitte.
Im Falle des Tangentialbündels einer differenzierbaren Mannigfaltigkeit sind die erste und zweite Stiefel-Whitney-Klasse die (einzigen) Obstruktionen gegen Orientierbarkeit und die Existenz einer Spinstruktur.

## Axiomatischer Zugang
Die Stiefel-Whitney-Klassen sind Invarianten von reellen Vektorbündeln über einem topologischen Raum {\displaystyle X}. Jedem Vektorbündel {\displaystyle V} über {\displaystyle X} werden Kohomologieklassen
{\displaystyle w_{i}(V)\in H^{i}(X,\mathbb {Z} /2\mathbb {Z} )}
für {\displaystyle i=0,1,2,\ldots } zugeordnet, {\displaystyle w_{i}(V)} heißt die i-te Stiefel-Whitney-Klasse des Vektorbündels {\displaystyle V}.
Man kann die Stiefel-Whitney-Klassen durch die folgenden Axiome beschreiben, welche sie eindeutig festlegen.
Axiom 1: Wenn {\displaystyle f:Y\rightarrow X} eine stetige Abbildung und {\displaystyle V} ein Vektorbündel über {\displaystyle X} ist, dann ist {\displaystyle w_{i}(f^{*}V)=f^{*}w_{i}(V)} für {\displaystyle i=0,1,2,\ldots }. Dabei steht * für den Rücktransport.
Axiom 2: Wenn {\displaystyle V} und {\displaystyle W} Vektorbündel über demselben topologischen Raum {\displaystyle X} sind, dann ist {\displaystyle w_{k}(V\oplus W)=\sum _{i=0}^{k}w_{i}(V)\cup w_{k-i}(W)}. Dabei bedeutet {\displaystyle \cup } das Cup-Produkt.
Axiom 3: Für jedes Vektorbündel {\displaystyle V} über einem wegzusammenhängenden Raum {\displaystyle X} ist {\displaystyle w_{0}(V)} der Erzeuger von {\displaystyle H^{0}(X,\mathbb {Z} /2\mathbb {Z} )\cong \mathbb {Z} /2\mathbb {Z} }. Für jedes n-dimensionale Vektorbündel {\displaystyle V} ist {\displaystyle w_{i}(V)=0} für alle {\displaystyle i>n}.
Für das „Möbiusband“, d. h. das nichttriviale 1-dimensionale Vektorbündel {\displaystyle V} über dem Kreis {\displaystyle S^{1}} ist {\displaystyle w_{1}(V)} der Erzeuger von {\displaystyle H^{1}(S^{1},\mathbb {Z} /2\mathbb {Z} )\cong \mathbb {Z} /2\mathbb {Z} }.

## Stiefel-Whitney-Klassen als Charakteristische Klassen
Sei {\displaystyle BG} die Graßmann-Mannigfaltigkeit {\displaystyle G_{n}(\mathbb {R} ^{\infty })} und {\displaystyle \gamma ^{n}\rightarrow BG} das tautologische Bündel.
Der Kohomologiering der Graßmann-Mannigfaltigkeit mit {\displaystyle \mathbb {Z} /2\mathbb {Z} }-Koeffizienten lässt sich als Polynomring
{\displaystyle H(BG;\mathbb {Z} /2\mathbb {Z} )=\mathbb {Z} /2\mathbb {Z} \left[w_{1},w_{2},w_{3},\ldots ,w_{n}\right]}
über {\displaystyle \mathbb {Z} /2\mathbb {Z} } mit Erzeugern {\displaystyle w_{i}\in H^{i}(BG;\mathbb {Z} /2\mathbb {Z} )} darstellen.
Zu einem Vektorbündel {\displaystyle \pi \colon E\to X} mit Faser {\displaystyle V\simeq \mathbb {R} ^{n}} lässt sich eine bis auf Homotopie eindeutige Abbildung {\displaystyle f\colon X\to BG} definieren, die durch eine Bündelabbildung {\displaystyle F\colon E\to \gamma ^{n}} in das tautologische Bündel über {\displaystyle BG} überlagert wird.
Die i-te Stiefel-Whitney-Klasse ergibt sich dann als
{\displaystyle w_{i}(E):=f^{*}(w_{i})\in H^{*}(X;\mathbb {Z} /2\mathbb {Z} )\,.}

## Schnitte
Wenn ein n-dimensionales Vektorbündel k linear unabhängige Schnitte besitzt, dann ist:
{\displaystyle w_{n-k+1}(V)=w_{n-k+2}(V)=\ldots =w_{n}(V)=0}.
Die Umkehrung gilt nicht. Sei zum Beispiel {\displaystyle S_{g}} die geschlossene, orientierbare Fläche vom Geschlecht g und {\displaystyle TS_{g}} ihr Tangentialbündel. Dann verschwinden die Stiefel-Whitney-Klassen {\displaystyle w_{1}(TS_{g})=w_{2}(TS_{g})=0}, aber nur der Torus ist parallelisierbar, für {\displaystyle g\not =1} hat jedes Vektorfeld auf {\displaystyle S_{g}} eine Nullstelle. (Der Fall {\displaystyle g=0} ist der Satz vom Igel, der allgemeine Fall folgt aus dem Satz von Poincaré-Hopf.)

## w₁ und Orientierbarkeit
Sei {\displaystyle X} ein CW-Komplex. Man hat einen kanonischen Isomorphismus {\displaystyle H^{1}(X;\mathbb {Z} /2\mathbb {Z} )=Hom(\pi _{1}X,\mathbb {Z} /2\mathbb {Z} )}. Unter diesem Isomorphismus entspricht die 1-te Stiefel-Whitney-Klasse {\displaystyle w_{1}(E)\in H^{1}(X;\mathbb {Z} /2\mathbb {Z} )} eines Vektorbündels {\displaystyle \pi :E\rightarrow X} dem Homomorphismus {\displaystyle \pi _{1}X\rightarrow \mathbb {Z} /2\mathbb {Z} }, der die Homotopieklasse eines geschlossenen Weges genau dann auf {\displaystyle 0} abbildet, wenn das Vektorbündel entlang dieses geschlossenen Weges orientierbar ist. (Andernfalls wird die Homotopieklasse des geschlossenen Weges auf {\displaystyle 1} abgebildet. Man beachte, dass es über dem Kreis {\displaystyle S^{1}} nur zwei nicht-äquivalente {\displaystyle n}-dimensionale Vektorbündel gibt. Die Homotopieklasse des geschlossenen Weges wird also genau dann auf {\displaystyle 1} abgebildet, wenn das zurückgezogene Vektorbündel über {\displaystyle S^{1}} nichttrivial ist.)
Insbesondere ist ein Vektorbündel {\displaystyle \pi :E\rightarrow X} orientierbar genau dann, wenn {\displaystyle w_{1}(E)=0\in H^{1}(X;\mathbb {Z} /2\mathbb {Z} )}.

## Eindimensionale Vektorbündel
Sei {\displaystyle X} ein CW-Komplex. Die {\displaystyle 1}-dimensionalen Vektorbündel über {\displaystyle X} bilden eine Gruppe {\displaystyle Vect^{1}(X)} mit dem Tensorprodukt als Verknüpfung. Die 1-te Stiefel-Whitney-Klasse gibt einen Gruppen-Isomorphismus
{\displaystyle w_{1}\colon Vect^{1}(X)\rightarrow H^{1}(X;\mathbb {Z} /2\mathbb {Z} )}.

## Kobordismustheorie
Satz (Pontrjagin): Wenn eine kompakte differenzierbare n-Mannigfaltigkeit {\displaystyle M} der Rand einer kompakten differenzierbaren n+1-Mannigfaltigkeit ist, dann ist {\displaystyle w_{i}(TM)=0} für alle {\displaystyle i\geq 1}.
Satz (Thom): Wenn für eine kompakte differenzierbare n-Mannigfaltigkeit {\displaystyle M} die Stiefel-Whitney-Klassen trivial sind, d. h. {\displaystyle w_{i}(TM)=0} für alle {\displaystyle i\geq 1}, dann ist {\displaystyle M} der Rand einer kompakten differenzierbaren n+1-Mannigfaltigkeit.